# وسام إيكاروس
وسام إيكاروس (بالإنجليزية: Order of Icarus)‏ وتُختصر إلى C.O.I هو أعلى جائزة طيران بعد كأس ترانس كندا (ماكي) التي تُمنح للطيارين الكنديين الذين قدموا مساهمة دائمة في الرحلة المأهولة. توقف الوسام عن الصدور في عام 1981.

## التأسيس
طُوِّر الوسام كجزء من الذكرى المئوية 1967 لكندا، حيث أصبح دور الطيران في تنمية البلاد قيد التدقيق. ثبت أن التكريم الممنوح للطيران بعد ذلك لم يكن كافياً، حيث لم تكن هناك جائزة أخرى غير جائزة مكي تروفي (بالإنجليزية: McKee Trophy)‏ في ذلك الوقت. قرر العديد من الطيارين البارزين أن هذا الفراغ يجب ملؤه. ونتيجة لذلك تم تأسيس وسام إيكاروس الذي يكرم أولئك الأشخاص الذين ما زالوا يعيشون في ذلك الوقت والذين أدت مهاراتهم المحمولة جواً إلى فوائد رائعة للرحلات المأهولة في كندا.
بعد بحث مطول في الأساطير المختلفة، استقر الأعضاء الأوائل على القصة اليونانية لإيكاروس. وفقًا للأسطورة، قام والد إيكاروس، دايدالوس، بموجب حكم الإعدام الجائر من قبل الملك مينوس ملك كريت، بإنشاء أجنحة من الريش والشمع يمكن أن يطير بها هو وابنه إلى الحرية. عندما طار إيكاروس المبتهج عالياً للغاية، دمرت حرارة الشمس جناحيه، وأذابت الشمع الذي كان يربط الريش معًا. سقط إيكاروس ومات في بحر إيكاريان، «أول ضحية للطيارين».

## الدرجات
الرفيق هو الدرجة الوحيدة في الوسام، باستثناء الأشخاص الثلاثة الذين يحكمون شؤون الوسام، والمعروفين باسم كبار الرفقاء.

## الشارة
تُصوِّر شارة الوسام زهرة أمة مذهبة حول شخصية بيضاء مطلية بالمينا تمثل إيكاروس. كما تُرسم النقاط الأساسية للبوصلة. أجنحة الشكل مطوية وغير متطابقة لتذكير الرفقاء بترتيب «العيوب المحمولة جواً». حول الشكل، يمثل سببًا واحدًا للربط، عبارة عن حزام فارس يحمل، بأحرف ذهبية، شعار «بالرغم من الشدائد». الحلقة الذهبية التي تعلق الشارة مزينة بورقة القيقب تكريماً للأصل الكندي للوسام. يحتوي شريط العنق على شريط مركزي أبيض عريض يمثل نقاء الرحلة قبل الشمس الذهبية. يشير الخطان الأزرقان اللذان يقسمان هذا الشريط إلى «رفقة الطيارين في الشدائد». يشير النطاق العريض باللون الأزرق إلى مساحة غير مستكشفة، في حين أن الأشرطة السوداء في الخارج تذكرنا بالفناء.

## الأهلية والتعيين
المبادئ الأساسية للوسام هي:
- يجب أن تقتصر العضوية على الأشخاص البالغين الذين استفاد الطيران الكندي إلى حد كبير من مساهمتهم في الرحلة المأهولة أثناء التحكم التشغيلي لجهاز محمول جواً في رحلة مجانية.
- لا يزيد عن خمسين من الرفقاء الأحياء بمن فيهم كبار الرفاق الثلاثة.
- لا يجوز بأي حال من الأحوال أن ترتبط بأي جماعة أو هيئة سياسية.
- لن تصبح مدينة بأي حال من الأحوال لأي مجموعة أو شخص أو مجتمع أو حكومة.
- لا يجوز بأي حال من الأحوال أن يستفيد منها أي رفيق، باستثناء مكافأة الزمالة الجيدة والاحترام المشترك.

فيما يلي قائمة بأصحاب وسام إيكاروس والسنة المستثمرة.
1967
- بونتش ديكينز
- جون كارلوس سلوان
- رايموند آلان مونرو
- جينس لندساي رود
- هيربرت والتر سيغرام
- بول ألبرت هارتمان
- بيرت ويليام ميد

1969
- ستانلي رانسون مكميلان
- أرتشيبالد ميجور مكمولين
- والتر إدوين غيلبيرت
- توماس إف. وليامز
- لينارد جون تريب
- صامويل أنطوني توملينسون
- آرثر جورج سيمز
- نورمان جلادستون فورستر
- جورج هارولد فينلاند
- هنري وينستون هايتر
- ويليام جورج مالفين نوكس

1973
- دونالد نيترفايل واتسون
- جاك موار
- ماكس وارد
- بيرنت بالتشين
- موريتا فينتون ريلي
- جون هاردستي ريلي

1974
- ن.ج. آرمسترونغ
- هيلين مارسيلي بريستول
- ستيوارت غراهام
- بيرسيفال ستانلي تورنر
- روبرت تشيثام راندال
- زيبولون لويس ليغ
- والتر وارن فولر
- رايموند كوليشاو
- جورج بايليس لوثيان

1975
- كيث روجر غرينواي
- ويلسون جورج ليتش
- هيربرت هوليك-كينيون
- توماس ويليام سيرس

1977
- جي إي فوكير

1978
- جون ألكسندر أوستين
- بيرنارد أندرسون راوسون
- جيرالد ليستر ماكلنيس

1981
- ويليام فرانشيس نيوسون
- ك.ل. غوثري
- آرثر هاليبورتون ويلسون
- ألبرت إيرل غودفري
- ويليام فلويد شيلدون لوك

## روابط خارجية
- موقع Hall of Fame